# 群馬町
群馬町（ぐんままち）は、群馬県群馬郡に存在していた町である。高崎市への通勤率は24.7%・前橋市への通勤率は22.1%（平成17年国勢調査）。
2006年1月23日に多野郡新町、群馬郡箕郷町・倉渕村と共に高崎市に編入された。

## 町勢
- 面積：21.94km2
- 人口：36,569人
  - 男性：18,099人
  - 女性：18,470人
- 世帯数：12,980世帯
- 人口密度：1,666.77人/km2

（2005年12月31日現在）

## 地理
群馬県のほぼ中央、榛名山東南麓の扇状地から前橋台地にいたる緩やかな斜面に位置する。

### 隣接する自治体
- 前橋市
- 北群馬郡：榛東村

## 歴史
- 1889年（明治22年）4月1日 - 町村制施行により、西群馬郡に堤ヶ岡村・国府村・金古町・上郊村が誕生。
- 1896年（明治29年）4月1日 - 西群馬郡は片岡郡と合併して群馬郡となる。
- 1955年（昭和30年）4月1日 - 群馬郡堤ヶ岡村・国府村・金古町が合併し群馬町が発足。
- 1957年（昭和32年）4月1日 - 群馬郡上郊村の一部を編入。
- 1989年（平成元年）2月1日 - 北群馬郡榛東村と境界変更。
- 1992年（平成04年）3月1日 - 北群馬郡榛東村と境界変更。
- 1998年（平成10年）11月1日 - 前橋市と境界変更。
- 2006年（平成18年）1月23日 - 高崎市に編入合併。同日付で群馬町は廃止。

## 行政
- 首長：野村洋四郎

## 姉妹都市・提携都市
- モンテンルパ（フィリピン）

## 地域

### 教育
現在は高崎市立。

#### 小学校
- 群馬町立金古小学校
- 群馬町立金古南小学校
- 群馬町立国府小学校
- 群馬町立堤ヶ岡小学校
- 群馬町立上郊小学校

#### 中学校
- 群馬町立群馬中央中学校
- 群馬町立群馬南中学校

#### 高等学校
- 群馬県立高崎北高等学校
- 明和県央高等学校

#### 特別支援学校
- 群馬県立二葉養護学校
- 群馬県立二葉高等養護学校

## 交通

### 鉄道
- 町内を上越新幹線が通過するが、駅は1つも無い。最寄り駅は群馬総社駅（住所：前橋市総社町植野（北群馬郡吉岡町寄り）。

### 道路
- 高速道路
  - 関越自動車道：町内を通過するが、インターチェンジは無い（最寄りICは前橋IC（住所：前橋市鳥羽町））。
- 県道
  - 群馬県道6号前橋箕郷線
  - 群馬県道10号前橋安中富岡線
  - 群馬県道25号高崎渋川線
  - 群馬県道123号柏木沢高崎線
  - 群馬県道127号足門前橋線

## 名所・旧跡・観光スポット・祭事・催事・施設

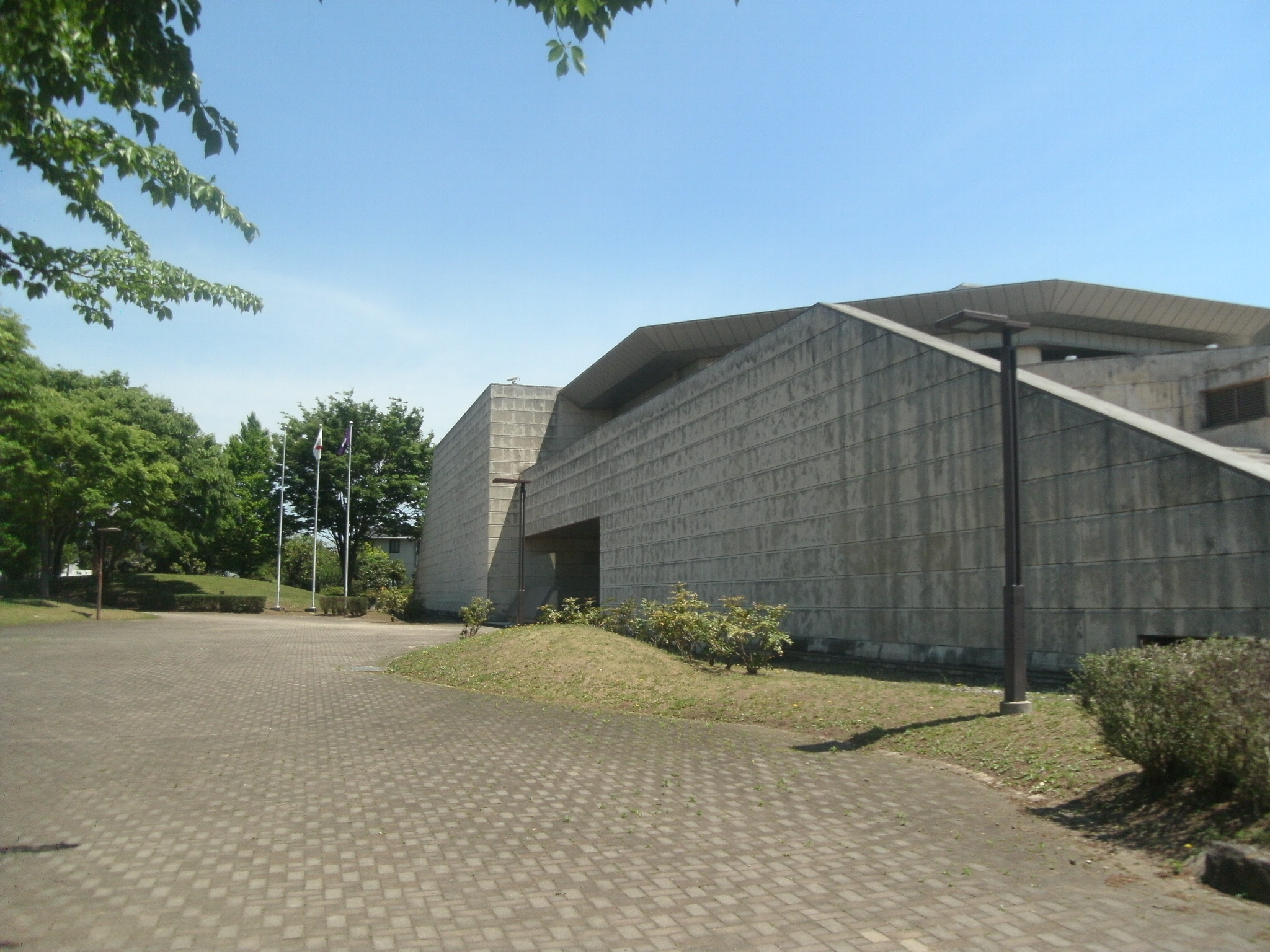
土屋文明記念文学館

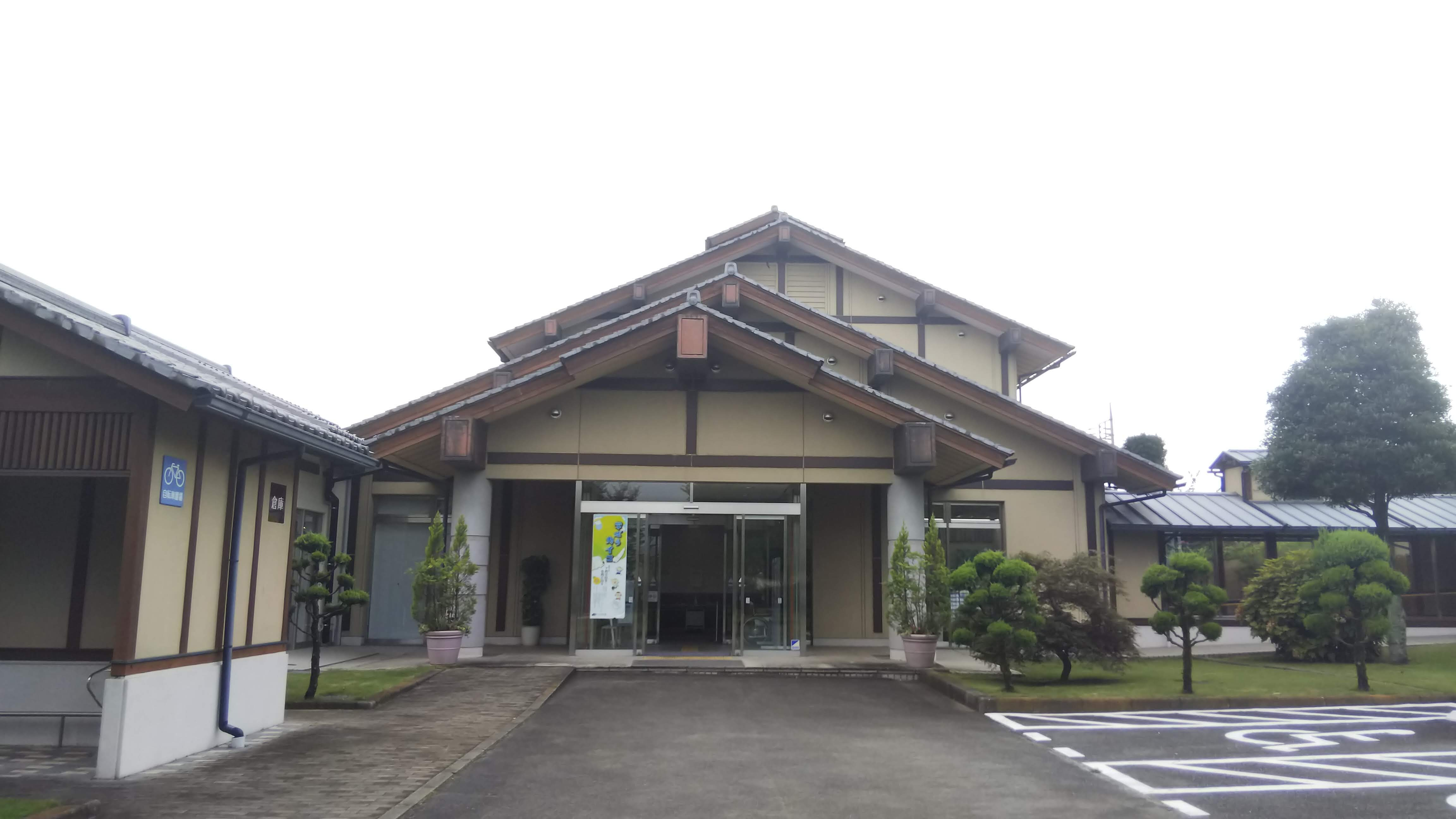
日本絹の里

- 上野国分寺跡
- 上毛野はにわの里公園（保渡田古墳群）
- 三ツ寺遺跡
- 群馬県立土屋文明記念文学館
- 群馬県立日本絹の里
- 群馬温泉やすらぎの湯

## 出身著名人
- 福田赳夫（第67代内閣総理大臣）
- 三浦弘行（将棋棋士）
- 志保（女優）